# Klod (jezički model)
Klod je porodica velikih jezičkih modela koje je razvio Antropik. Prvi model je objavljen u martu 2023. Klod 3, objavljen u martu 2024, takođe može da analizira slike.

## Trening
Klod modeli su generativni prethodno obučeni transformatori. Oni su unapred obučeni da predvide sledeću reč u velikim količinama teksta. Klodovi modeli su zatim fino podešeni pomoću konstitutivne veštačke inteligencije sa ciljem da budu korisni, pošteni i bezopasni.

## Spoljašnje veze
- Zvanični veb-sajt